# Korelacja rangowa
Korelacja rangowa – dowolna statystyka pozwalająca na określenie zależności zmiennych losowych w sposób niezmienniczy ze względu na operację rangowania.
Współczynniki korelacji rangowej w odróżnieniu od klasycznego współczynnika korelacji mierzą monotoniczną zależność między zmiennymi a nie tylko liniową. Np. jeśli jedna ze zmiennych jest rosnącą funkcją drugiej, to korelacja rangowa przyjmuje wartość maksymalną.
Współczynniki korelacji rangowej są bardziej odporne na obserwacje odstające. 
Najczęściej używanymi współczynnikami korelacji rangowej dla dwóch zmiennych są:
- współczynnik korelacji rangowej Spearmana / rho Spearmana
- tau Kendalla
- gamma Kruskala
- D Somersa